# Monticello (condado de Lafayette, Wisconsin)
Monticello es un pueblo ubicado en el condado de Lafayette en el estado estadounidense de Wisconsin. En el Censo de 2010 tenía una población de 133 habitantes y una densidad poblacional de 2,62 personas por km².

## Geografía
Monticello se encuentra ubicado en las coordenadas 42°31′42″N 90°8′21″O / 42.52833, -90.13917. Según la Oficina del Censo de los Estados Unidos, Monticello tiene una superficie total de 50.86 km², de la cual 50.86 km² corresponden a tierra firme y (0%) 0 km² es agua.

## Demografía
Según el censo de 2010, había 133 personas residiendo en Monticello. La densidad de población era de 2,62 hab./km². De los 133 habitantes, Monticello estaba compuesto por el 96.24% blancos, el 0% eran afroamericanos, el 0% eran amerindios, el 0% eran asiáticos, el 0% eran isleños del Pacífico, el 3.76% eran de otras razas y el 0% pertenecían a dos o más razas. Del total de la población el 3.76% eran hispanos o latinos de cualquier raza.